# Antica Delhi
L'Antica Delhi è una area storica di Delhi in India, un tempo capitale dell'Impero Moghul e circondata da una cinta di mura di cui oggi rimangono poche tracce. Venne fondata nel 1639, con il nome di Shahjahanabad (in lingua farsi شاه جهان آباد), dall'imperatore Moghul Shah Jahan, quando decise di spostare la capitale Moghul da Agra. Rimase la capitale Moghul fino al termine della loro dinastia.
Un tempo era popolata di palazzi di nobili e di membri della corte reale, insieme ad eleganti moschee e giardini. Oggi, è diventata estremamente affollata e fatiscente, ma è ancora il cuore simbolico della metropoli di Delhi.

## Storia

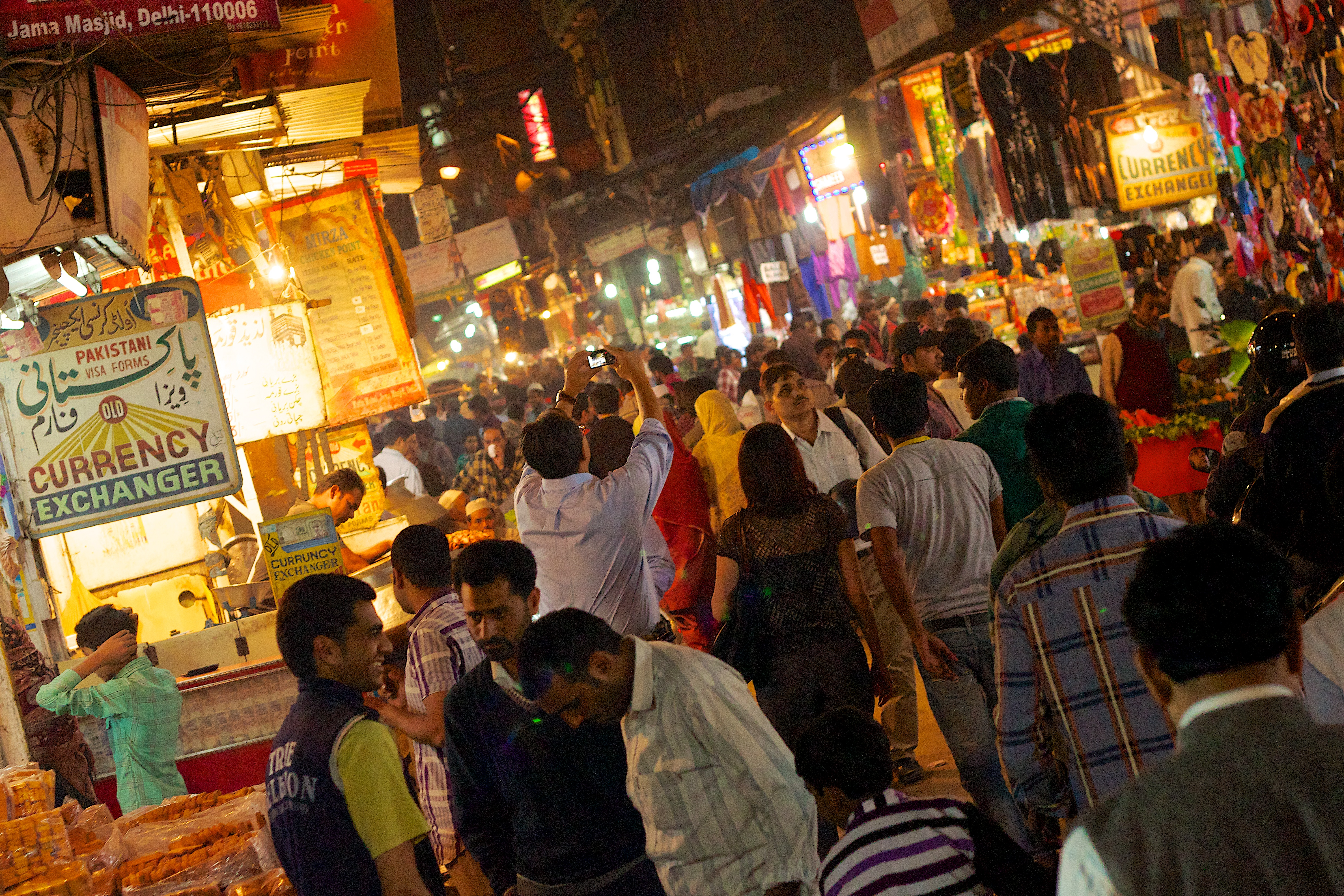
Strade affollate nei pressi di Jama Masjid, Antica Delhi.

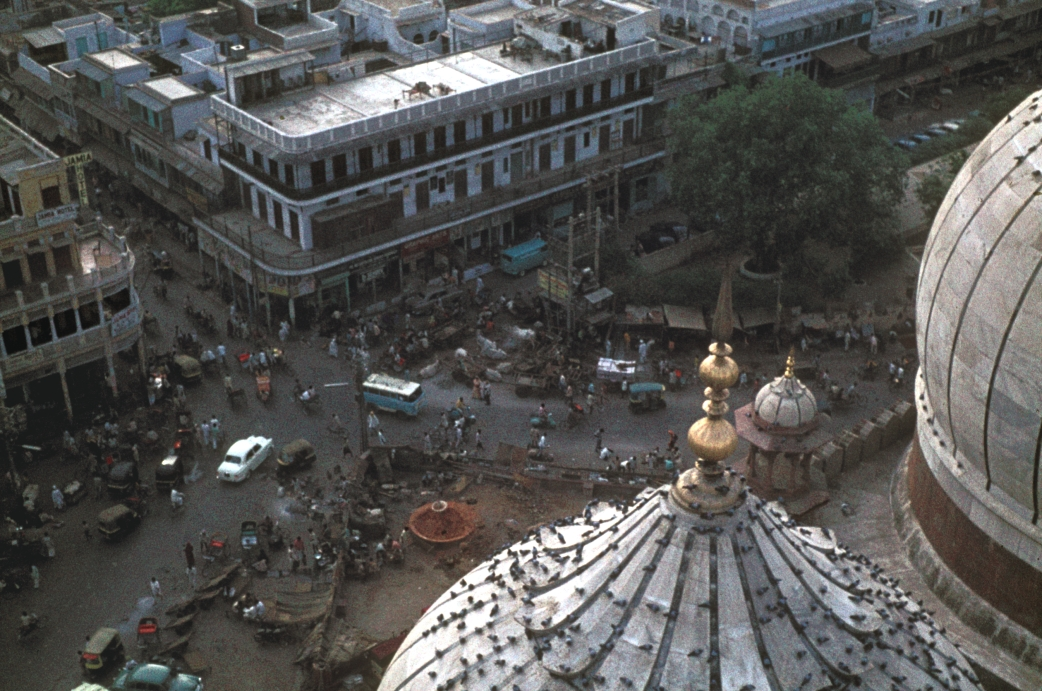
Vista dell'Antica Delhi dalla Jama Masjid nel giugno 1973.

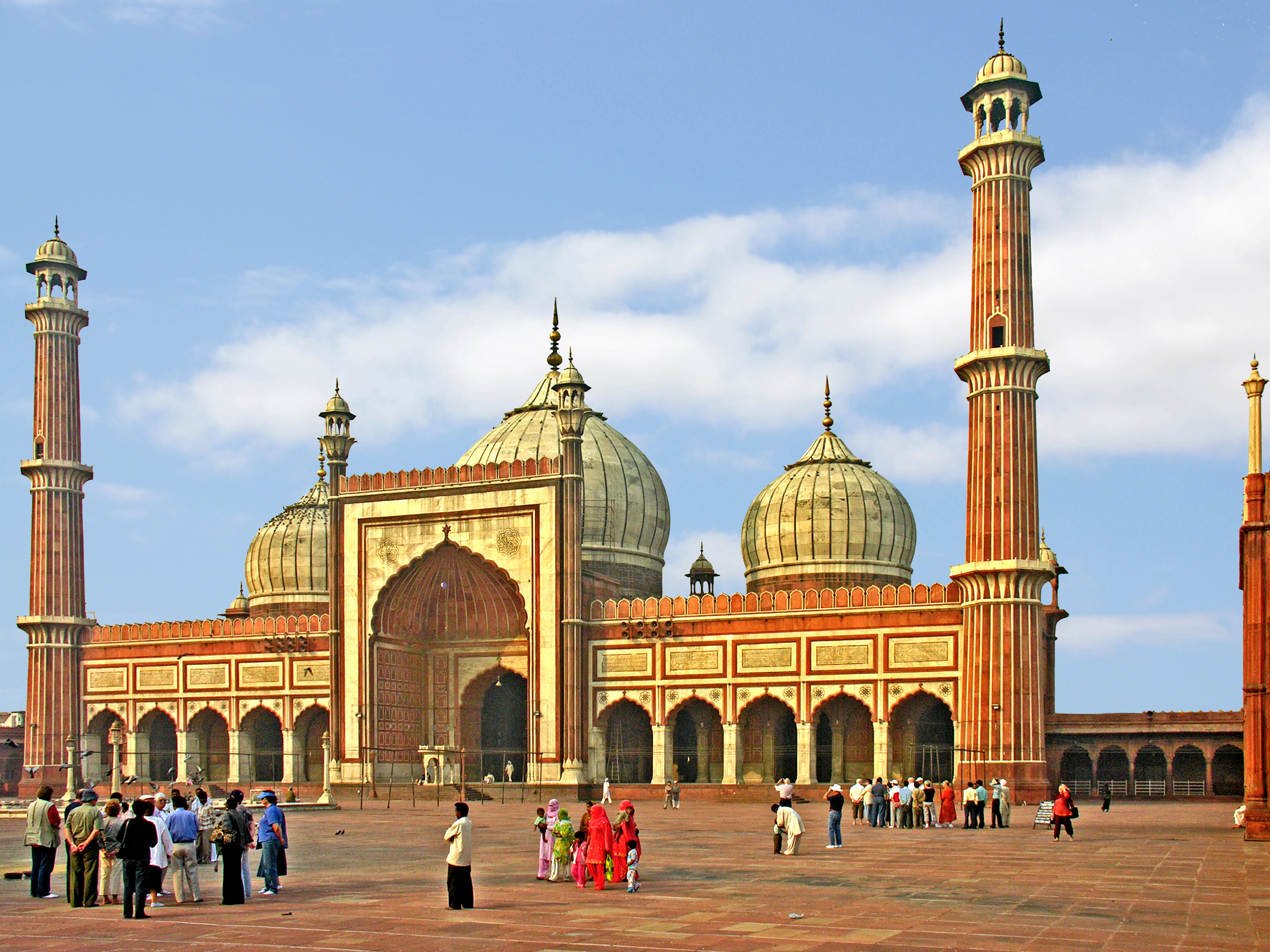
Jama Masjid costruita da Shah Jahan nel 1656.

Il sito di Shahjahanabad si trova a nord del primo insediamento di Delhi. La sua parte meridionale si sovrappone parzialmente all'area dell'insediamento realizzato dai Tughlaq nel XIV secolo, quando fu sede del Sultanato di Delhi. I sultani governarono da Delhi tra il 1206 e il 1526, quando l'ultimo di essi venne sostituito dalla dinastia Moghul. Le cinque dinastie che si sono succedute sono state i Mamelucchi di Delhi (1206-1290), i Khalji (1290-1320), i Tughlaq (1320-1414), i Sayyid (1414-1451), i Lodi (1451-1526) e i Suri (1540-1556).
Delhi rimase un sito importante per i Moghul, che costruirono palazzi e fortezze. Ancora più importante, fu Shah Jahan, che costruì la città fortificata nel 1638-1649, con il Lal Qila e il Chandni Chowk. Daryaganj fu l'originario accantonamento del presidio di Delhi, dopo il 1803, dove fu stanziato un reggimento che venne successivamente spostato nella zona di Ridge. Ad oriente di Daryaganj vi era la porta Raj Ghat della città murata, che si apriva sulla riva del fiume Yamuna. Il primo mercato all'ingrosso dell'antica Delhi, il Chawri Bazaar dedicato agli arredi domestici, venne aperto nel 1840, e il secondo fu quello della frutta secca, delle spezie e delle erbe aromatiche a Khari Baoli, aperto nel 1850. Il Phool Mandi (mercato dei fiori) di Daryaganj venne fondato nel 1869, e ancora oggi, nonostante serva una piccola area geografica, è di grande importanza per la densa popolazione.
Dopo la caduta dell'impero Moghul, dopo la rivolta indiana del 1857, il British Raj spostò la capitale dei territori controllati in India alla meno volatile città di Calcutta, dove rimase fino al 1911. Dopo l'annuncio del cambiamento, i britannici svilupparono Lutyens Delhi (oggi Nuova Delhi) a sud-ovest di Shahjahanabad. A questo punto, l'antica città venne chiamata antica Delhi, quando Nuova Delhi divenne sede del governo nazionale e venne formalmente inaugurata nel 1931. Fino agli anni 1930, poche persone si avventuravano al di fuori delle mura della città; quindi negli anni successivi, con la città murata sempre più congestionata, vennero sviluppate altre aree intorno ad essa.

## Mura e porte

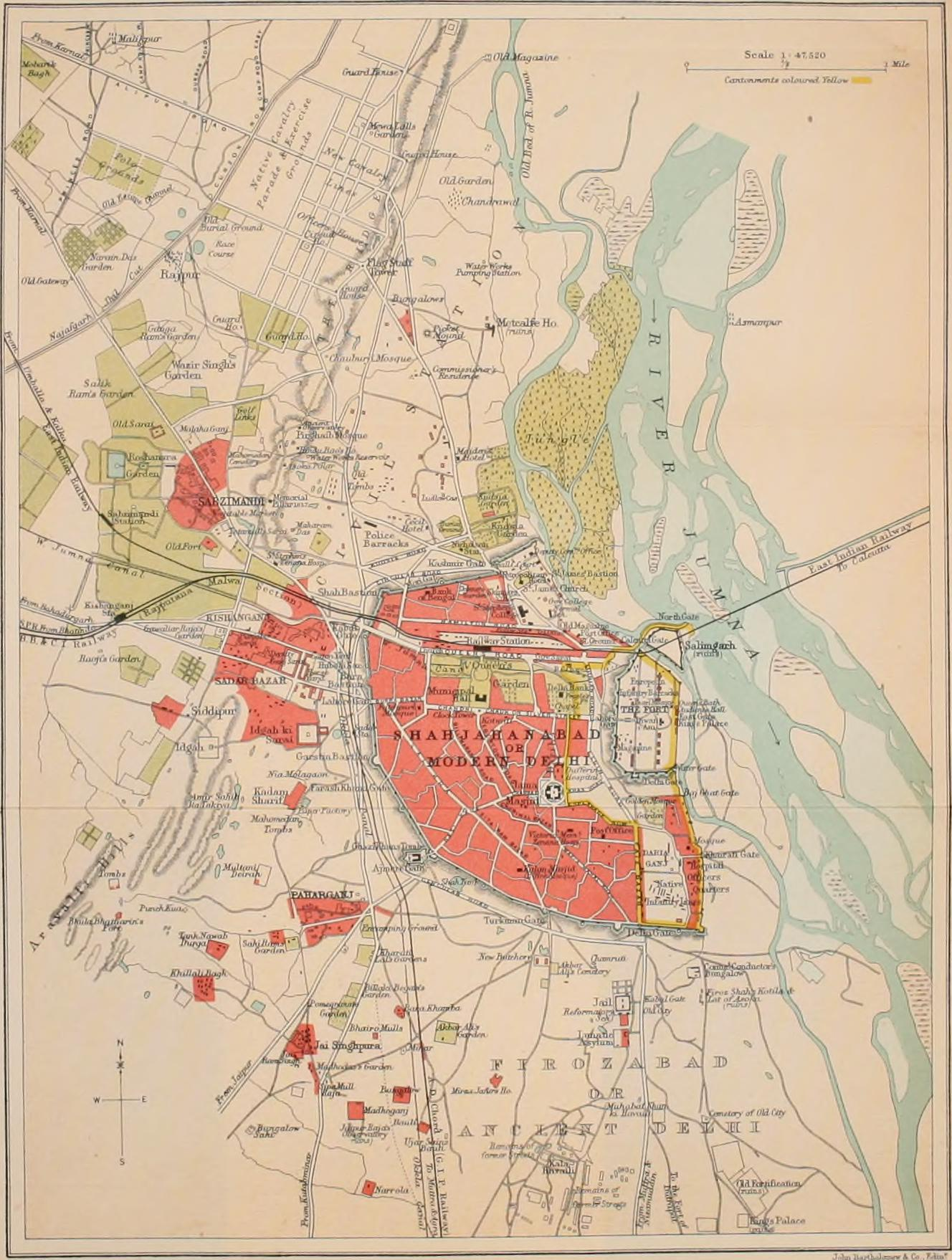
Shahjahanabad o Antica Delhi, mappa del 1911.

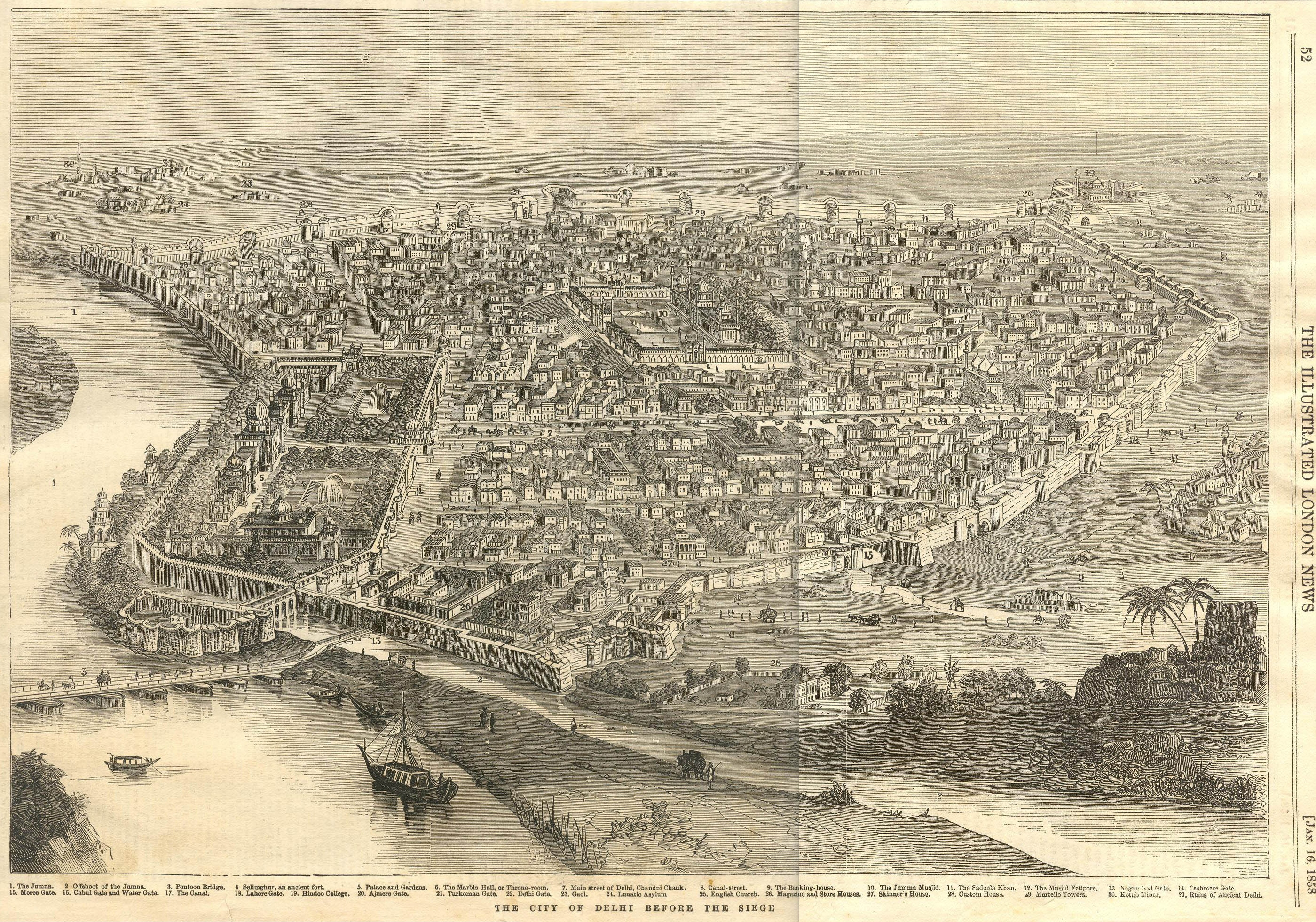
La città di Delhi prima dell'assedio - The Illustrated London News, 16 gennaio 1858

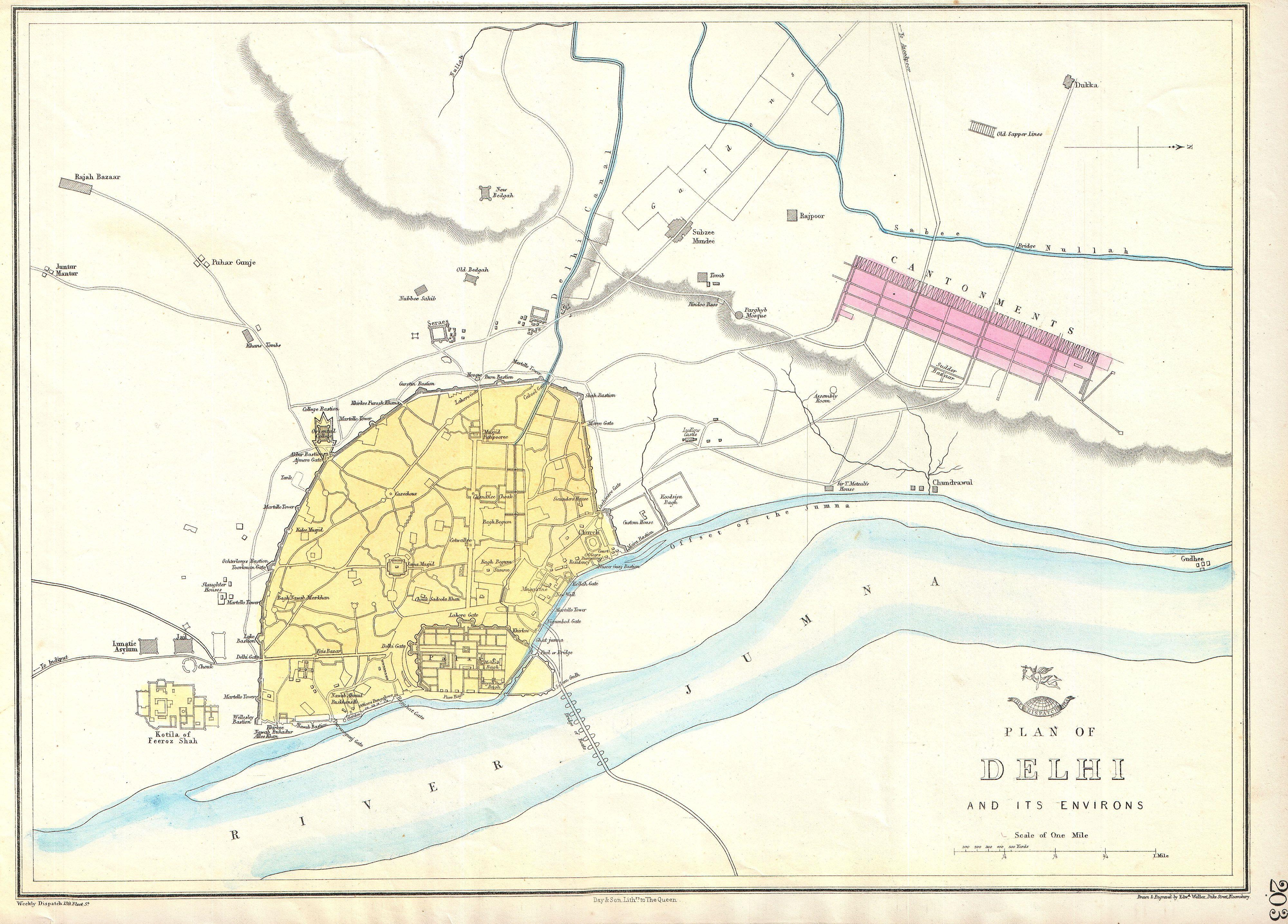
Mappa storica di Delhi (Shahjahanabad) del 1863

Ha la forma approssimativa di un quarto di cerchio, con il Forte rosso come punto focale. La città antica era circondata da mura che recintavano una superficie di circa 6,10 km², con 14 porte:
1. Porta Nigambodh: a nord-est, che conduceva allo storico Nigambodh Ghat sul fiume Yamuna
2. Porta Kashmiri: a nord
3. Porta Mori: a nord
4. Porta Kabuli: ad ovest
5. Porta Lahore: ad ovest vicina alla stazione Sadar, comprendente la tomba di Syed Abdul Rehman Jilani Dehlvi.[8][9]
6. Porta Ajmeri: a sud-est, che conduceva a Ghaziuddin Khan's Madrassa e a Connaught Place, un punto focale di Nuova Delhi.
7. Porta Turkman: a sud-est, vicina a dei resti pre Shahjahan incorporati nelle mura, compresa la tomba di Hazrat Shah Turkman Bayabani.
8. Porta di Delhi: a sud che conduce a Feroz Shah Kotla e alle più antiche abitazioni di Delhi.

Le mura, dello spessore di 4 metri e alte 8,6 metri, in origine di fango, furono realizzate in pietra nel 1657. Nell'era moghul, le porte venivano chiuse durante la notte.
Oggi le mura non sono del tutto scomparse e molte delle porte sono ancora presenti. L'antica Delhi è ancora identificabile, da immagine satellitare, per la densità delle sue costruzioni.
Il famoso Khooni Darwaza, a sud della porta di Delhi e appena fuori della città murata, venne costruito da Sher Shah Suri.

### Strade e dintorni

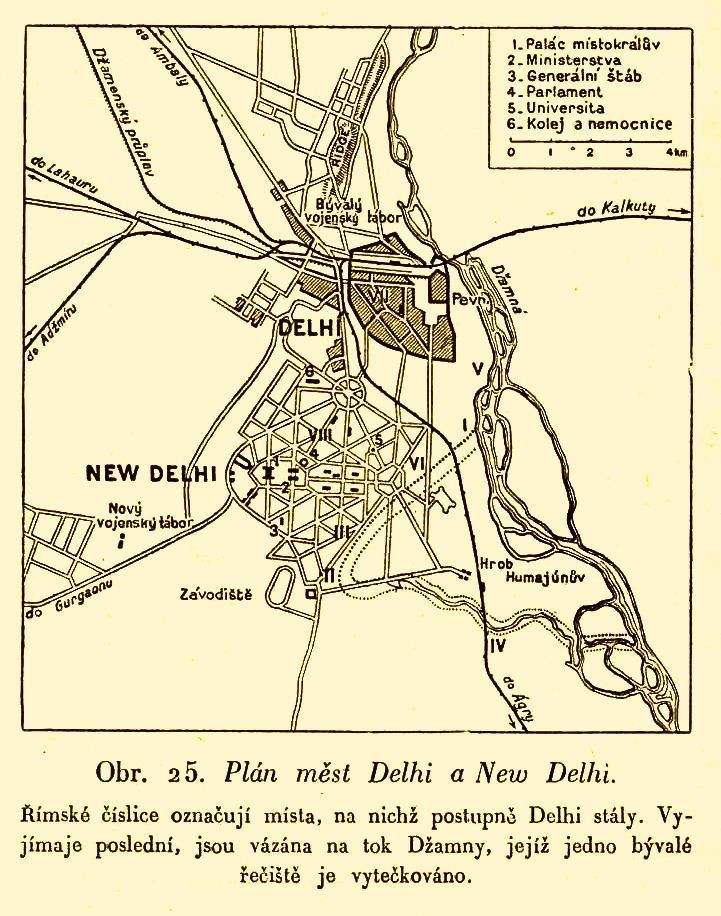
Mappa di Delhi e Nuova Delhi dopo la prima guerra mondiale. Le descrizioni sono in lingua ceca.

La strada principale, ora chiamata Chandni Chowk, andava dal Forte rosso alla Fatehpuri Masjid. In origine un canale la tagliava longitudinalmente.
A nord della strada, vi era il palazzo di Begum Samru, ora denominato Bhagirath Palace.
A sud c'era Dariba Kalan, una densa area residenziale, al di là della quale c'era la Jama Masjid. Daryaganj è una sezione sita sulla riva del fiume con il memoriale Rajghat e lo Zeenat-ul-Masjid.
La lingua urdu prese il nome dall'Urdu Bazaar dell'antica Delhi. La rivista Din Dunia e diverse altre pubblicazioni in urdu sono la ragione del fatto che la lingua sia ancora parlata.
Tra le vie principali vi sono:
- Netaji Subhash Marg / Bahadur Shah Zafar Marg che conducono all'India Gate (nord e sud)
- Chandni Chowk/Khari Bawli Road (est e ovest)

L'Antica Delhi è contornata dalle seguenti strade:
- Nicholson Road (nord)
- Mahatma Gandhi Marg (est)
- Shraddhananda Marg (ovest)
- Jawaharlal Nehru Marg (sud)

## Antica Delhi nel 1876

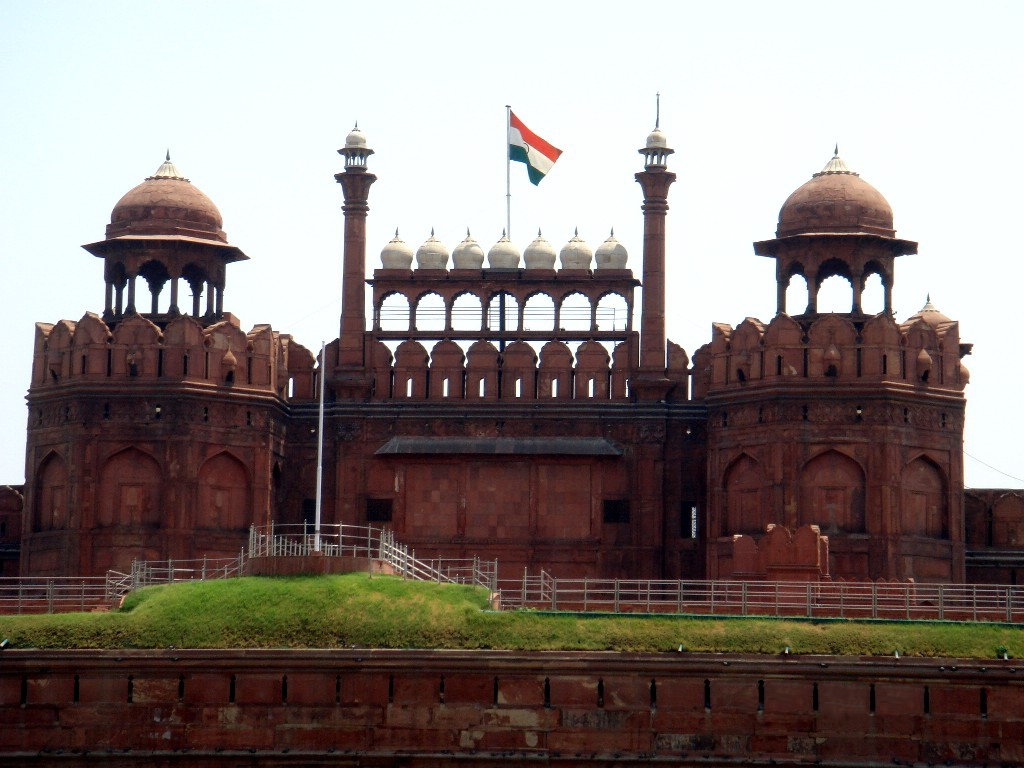
La porta Lahori del Forte rosso da Chandni Chowk.

Nel 1876, Carr Stephen descrisse la città nel modo seguente:
Delle due strade descritte da François Bernier, la più lunga va da Lahore Gate della città alla Lahore Gate della cittadella, e l'altra dal Delhi Gate della città al Lahore Gate del forte. Entrambe queste strade erano divise in diverse sezioni, ognuna delle quali nota con un nome diverso.
Il tratto compreso tra la Porta di Lahore del forte e l'ingresso della strada chiamata Dariba, noto come il Khuni Darwazah, fu chiamato Bazar Urdu o militare, molto probabilmente perché una sua porzione era occupata dalla guarnigione locale. Tra il Khuni Darwazah e il presente Kotwali, o stazione di polizia della città, la strada ha il nome di Phul ka Mandi, o mercato dei fiori. Le case di fronte al Kotwali vennero costruite a breve distanza dalla linea del resto delle altre case presenti nella strada, in modo da formare una piazza.
Tra il Kotwali e la porta nota come Taraiah, c'era lo Jauhari o Bazaar dei gioiellieri; tra il Taraiah e il quartiere conosciuto come Asharfi ka Katra, c'era il Chandni Chowk. Al suo centro c'era una vasca nel sito in cui c'è oggi la Torre Comunale, e al di là di questa la Fatehpuri Masjid e il Bazaar Fatehpuri. Le case intorno al Chandni Chowk erano della stessa altezza, ed erano decorate con porte ad arco e verande dipinte. A nord e a sud della piazza c'erano due porte, la prima che conduceva al Sarai di Jehan Ara Begum e la seconda ad uno dei quartieri più densamente popolati della città. Intorno alla vasca il terreno era letteralmente ricoperto di bancarelle di verdura, frutta e dolciumi. Nel corso del tempo questa lunga strada venne ad essere conosciuta come Chandni Chauk.
Questa grande strada fu realizzata da Jahanara Begam, figlia di Shah Jahan. Dalla Porta di Lahore del forte fino alla fine del Chandni Chauk la strada era larga circa 36 metri e lunga 1.370. Nel centro di questa strada correva il canale di 'Ali Mardan, ombreggiato da alberi su entrambi i lati. Sul lato orientale del Chandni Chauk si trovava la Porta di Lahore del Forte, e sul lato opposto la bella moschea di Fatehpuri Begam.
La Torre dell'orologio non esiste più, anche se il luogo è ancora chiamato Ghantaghar. Il Sarai di Jehan Ara Begum è stato sostituito dal palazzo del municipio. Il kotwali è ora adiacente al Gurdwara Sis Ganj Sahib.

## Edifici storici

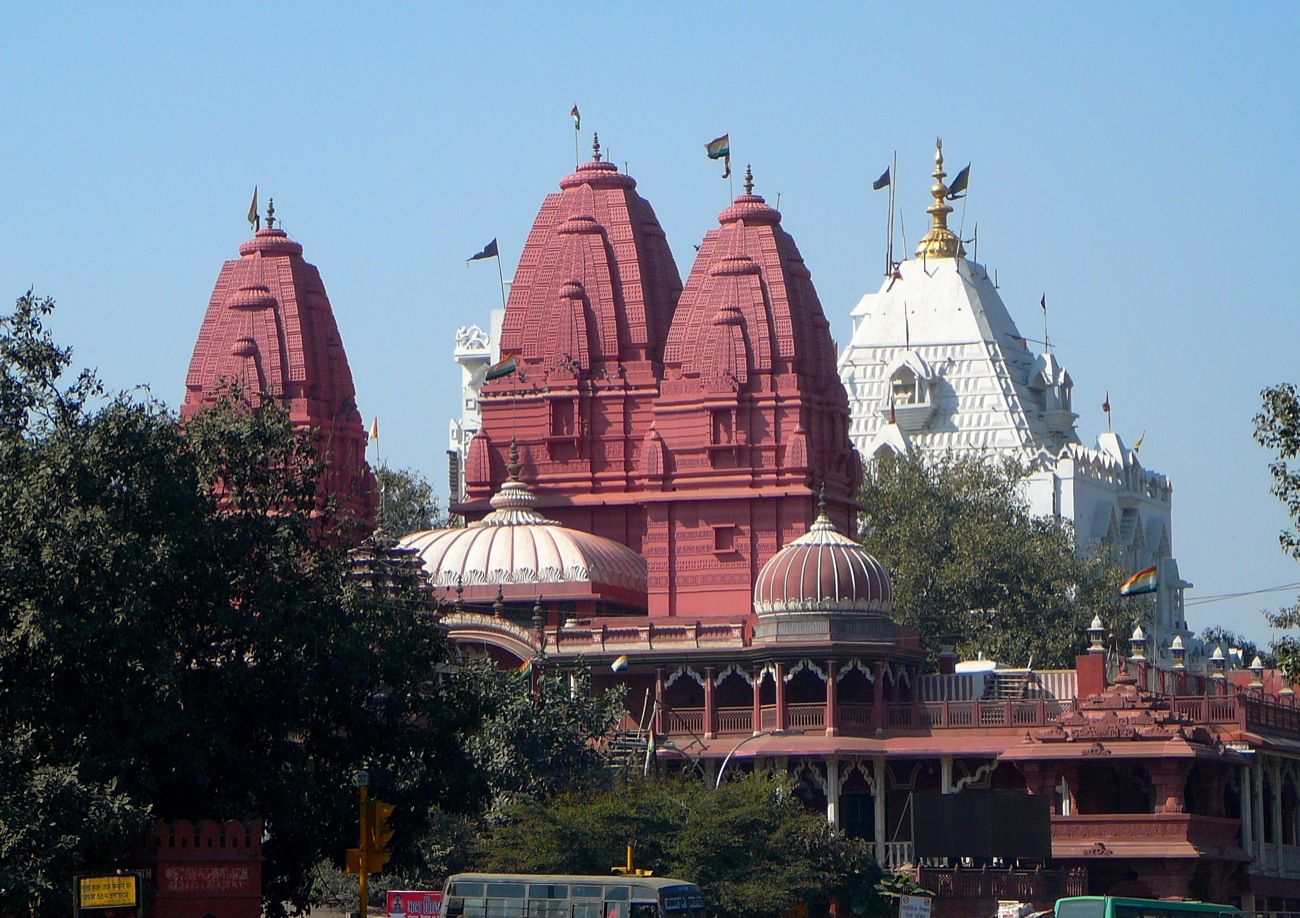
Lal Mandir

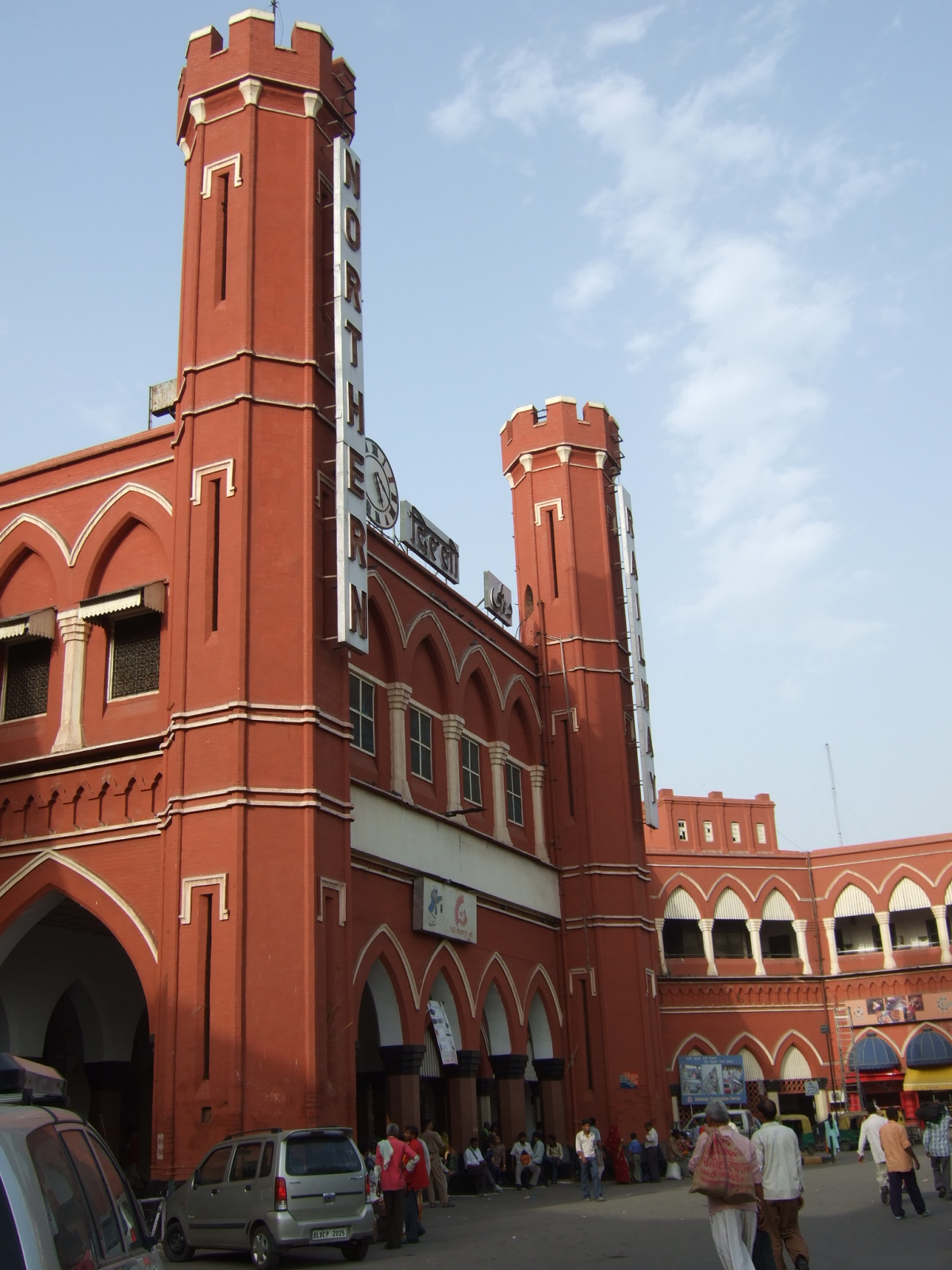
Stazione ferroviaria dell'Antica Delhi costruita nel 1903

Molti degli edifici storici dell'area, oltre al Chandni Chowk e al Forte rosso, sono:
- Ghalib ki Haveli che si trova in  Ballimaran. famoso per Mirza Asadullah Khan Ghalib, poeta in lingua persiana e urdu.
- Gali Qasim Jan, nel Ballimaran, famoso per l'haveli di Mirza Ghalib e di Hakim Ajmal Khan
- La tomba di Razia Sultana (la prima donna che governò Delhi prima di Indira Gandhi) vicino Kalan Masjid
- Jama Masjid, la più grande moschea dell'India
- Lal Mandir, il più antico tempio giainista di Delhi
- Fatehpuri Masjid
- Khari Baoli, il più grande mercato di spezie dell'Asia
- Zinat-ul Masjid, Daryaganj costruito nel 1710 da una delle figlie di Aurangzeb
- Rajghat, sito memoriale dove avvenne la cremazione del Mahatma Gandhi
- St. James Church (vicino Kashmiri Gate) costruita nel 1836, più antica chiesa di Delhi, costruita dal colonnello James Skinner.[14]

Fra i palazzi più importanti si ricordano:
- Begum Samru Palace del 1806 (vedi  immagine (archiviato dall'url originale il 12 dicembre 2008).) oggi chiamato Bhagirath Palace.
- Naughara mansions nel Kinari Bazaar, magione giainista del XVIII secolo.
- Khazanchi haveli
- Haveli Sharif Manzil, nel Ballimaran
- Haveli, su ballimaran.com. di Mirza Ghalib, Gali Qasim Jan
- Chunnamal haveli, Katra Neel
- Haveli di Zeenat Mahal, Lal Kuan Bazar
- Haksar Haveli, Bazar Sitaram, dove si sposò Jawaharlal Nehru nel 1916 con Kamla Nehru.
- Haveli Naharwali, Kucha Sadullah Khan, dove nacque Pervez Musharraf, ex presidente del Pakistan
- Kucha Chelan (Kucha Chehle Ameeran)

## Cucina dell'Antica Delhi

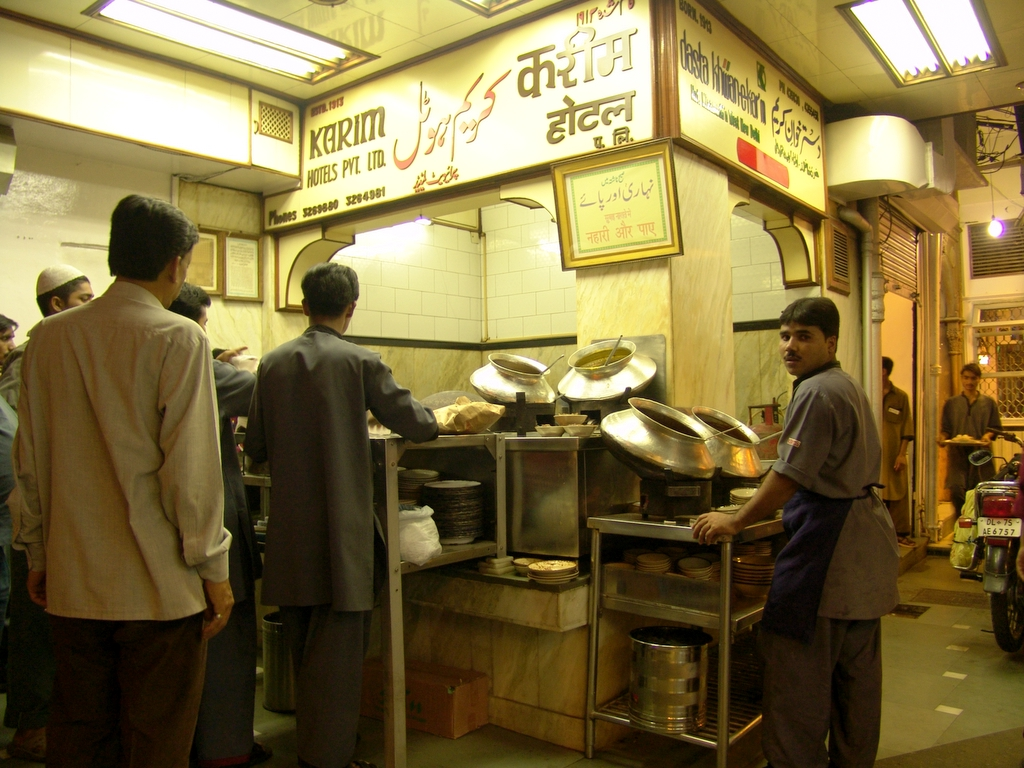
Storico Karim's nell'Antica Delhi.

L'Antica Delhi è nota per la sua cucina. Intorno alla Jama Masjid e al Lal Kuan è predominante la cucina musulmana, ma è altrettanto famosa per il cibo di strada. Nelle strade del Chandni Chowk e Chawri Bazaar vi sono molti banchetti che vendono cibi speziati.